# Dong Xiaorong
Dong Xiaorong (chinesisch 董曉蓉, Pinyin Dong Xiaorong; * 1. Dezember 1994) ist eine ehemalige chinesische Tennisspielerin.

## Karriere
Dong spielte hauptsächlich Turniere auf der ITF Women’s World Tennis Tour, wo sie bislang aber noch keinen Titel gewinnen konnte.
2011 erhielt sie im September zusammen mit Partnerin Feng Xixi eine Wildcard für das mit 100.000 US-Dollar dotierten Ningbo Challenger, wo die beiden gegen Chan Hao-ching und Kumiko Iijima mit 6:3, 4:6 und [9:11] verloren.
2013 erhielt sie im Juli mit Partnerin Yan Zi eine Wildcard für das Hauptfeld im Doppel des mit 75.000 US-Dollar dotierten ITF Women’s Circuit-Beijing, wo die beiden mit 3:6 und 2:6 gegen Sarina Dijas und Michaëlla Krajicek verloren. Im August erhielt sie eine Wildcard für die Qualifikation für das Hauptfeld im Dameneinzel der Caoxijiu Suzhou Ladies Open, wo sie ihre Erstrundenbegegnung gegen Hu Yueyue mit 2:6 und 1:6 verlor.
2014 im April stand sie mit Partnerin Pia König im Doppelfinale des ITF-Turniers in Scharm asch-Schaich, das sie gegen Katy Dunne und Anna Morgina mit 5:7 und 6:75 verloren. Zwei Wochen später stand sie mit König in einem weiteren Doppelfinale gegen Katie Boulter und Nina Stojanović, das die beiden mit 4:6 und 2:6 verloren.